# Julio Herrera y Obes
Julián Basilio Herrera y Obes Martínez (Montevideo, 9 de enero de 1841 - Montevideo, 6 de agosto de 1912) fue un abogado, periodista y político uruguayo, perteneciente al Partido Colorado. Ejerció como presidente de Uruguay desde el 1 de marzo de 1890 hasta el 1 de marzo de 1894.

## Biografía
Nacido el 9 de enero de 1841 en la casa paterna de la calle 25 de Agosto Nº 122 de Montevideo, con el nombre de Julián Basilio Herrera y Obes Martínez, fue hijo del político colorado y diplomático Manuel Herrera y Obes, canciller del Gobierno de la Defensa durante la Guerra Grande; y nieto de Nicolás Herrera, diplomático y político de peso durante las guerras de independencia. Sus ancestros llegaron al Río de la Plata durante la segunda colonización canaria de Montevideo, en 1729.
Su madre fue Bernabela Martínez, integrante de una familia acaudalada del patriciado.
Además, fue hermano del también político Miguel Herrera y Obes. 
Su infancia transcurrió en la capital y más tarde en Paysandú, en la estancia de un hermano. 
Tuvo una educación afrancesada, pero se le conoce que llegó a criar gallos ingleses de riña.
Vuelto a Montevideo, cursó estudios universitarios que en un principio se vieron truncos debido al contexto político nacional, a la vez que iniciaba su actividad en el campo del periodismo en el diario El Siglo, que por entonces dirigía por José Pedro Ramírez.
Por estos años comienza su romance con Elvira Reyes del Villar, de la tradicional sociedad patricia montevideana, hija del general José María Reyes, militar oribista en el Gobierno del Cerrito. Fue su pareja durante toda su vida y compañera oficial, pero nunca se casaron.
Firmó siempre como "Julio Herrera y Obes".

## Trayectoria política

### Inicio de su actividad política y guerra del Paraguay
Con el retorno al poder de caudillo colorado Venancio Flores en 1865, con el título de "Gobernador provisorio" tras la victoria de su "cruzada libertadora", Herrera y Obes fue designado como Secretario de la Comisión Nacional de Salubridad, permaneciendo poco tiempo en esta tarea.

La Guerra del Paraguay hizo que Herrera y Obes fuera designado como secretario de Venancio Flores, acompañándolo en la guerra. Llegando a luchar en la campaña de Corrientes, e incluso combatiendo en el campo de batalla de Yatay, siendo nombrado Coronel de Milicias de Caballería.

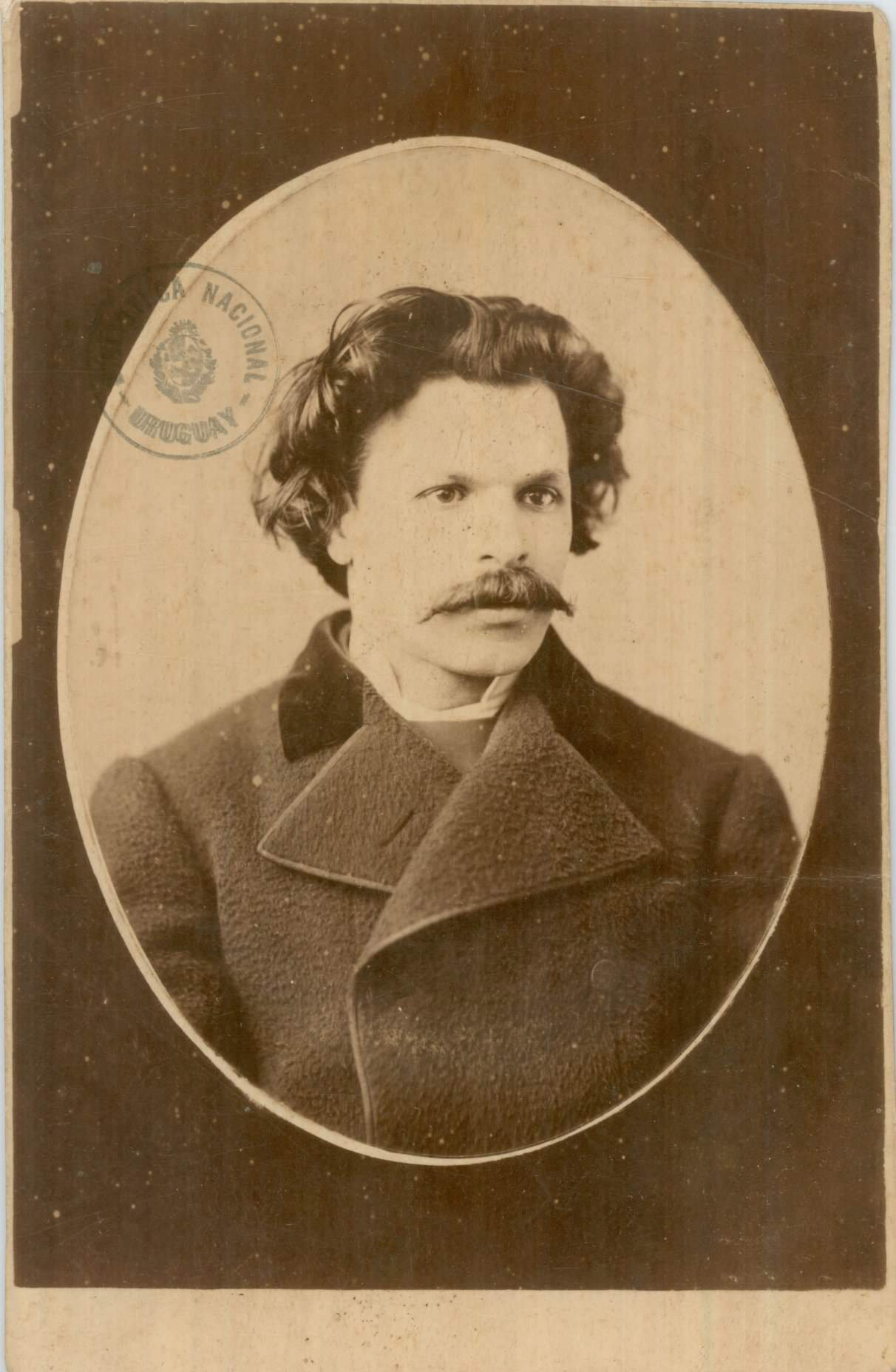
Un joven Herrera y Obes

Flores comisionó a Herrera y Obes para entrevistarse en territorio riograndese con el Emperador Pedro II, encuentro que se volvió a repetir en 1866 pero en Río de Janeiro.
Retornado a Montevideo, concluyó sus estudios en Jurisprudencia en 1868, a la vez que reanudó su actividad periodística.

### Inicios del Principismo
Durante los últimos años de la década de 1860 se vuelve una de las principales figuras del principismo uruguayo. Movimiento político protagonizado por jóvenes universitarios y liberales convencidos de ambas divisas tradicionales que compartían un rechazo común a la tradición caudillesca y una defensa de la institucionalidad y las garantías individuales. José Pedro Ramírez definió el movimiento como: "La libertad como principio, la libertad como medio, la libertad como fin".
Como principista acérrimo, comienza una prédica contraria al gobierno del general colorado Lorenzo Batlle (1868-1872) desde el periódico El Siglo. Críticas que continuaron a pesar de ser designado para acompañar a su padre, el entonces canciller Manuel Herrera y Obes, a Buenos Aires, en misión especial. 
Las críticas llevaron a que el joven periodista permaneciera 4 meses desterrado en Argentina por el presidente Batlle en el año 1870. En ese tiempo coincidió en Buenos Aires con su amigo José Pedro Varela, el futuro reformador de la educación uruguaya, también exiliado tras críticas al gobierno uruguayo. Varela había escrito en su diario, La Paz, "acusamos al General Batlle y a Don José Cándido Bustamante de violadores de la Constitución, de conculcadores de las leyes y de malversadores de los fondos públicos".
En este período en Buenos Aires es destacable una anécdota en la que el periodista uruguayo a favor del gobierno, Benito Neto, que había dirigido el diario La Tribuna en Montevideo y prestado servicios en otros diarios sudamericanos,desafió a Varela a un duelo.
Neto se encuentra en una calle de la urbe porteña a Herrera y Obes y le comunica a este que desafía a Varela a un duelo. Varela, contrario a los duelos y desconocedor de las armas, es comunicado del desafío por Herrera y Obes. Ante esto, Varela le solicitó a su amigo instrucción en el sable, el arma elegida para el encuentro, pero Herrera y Obes le respondió: "más adelante". 
Finalmente, en el día de la realización del duelo, poco antes del encuentro Julio Herrera y Obes le recomienda a José Pedro Varela que solamente arremeta con el florete. La estrategia resultó exitosa, pues después de algunos asaltos Neto retiró sus acusaciones de "cobardía" de Varela y el duelo se dio por finalizado.

### Revolución de las Lanzas
En 1870 estalló el conflicto armado de la Revolución de las Lanzas, conducido por el caudillo blanco Timoteo Aparicio contra el gobierno del colorado Lorenzo Batlle.
La emergencia hizo que Herrera y Obes, duro crítico del gobierno de Batlle, pasara a enlistarse en las tropas gubernamentales, integrando como Teniente 1° del batallón de milicias "Voluntarios Orientales". 

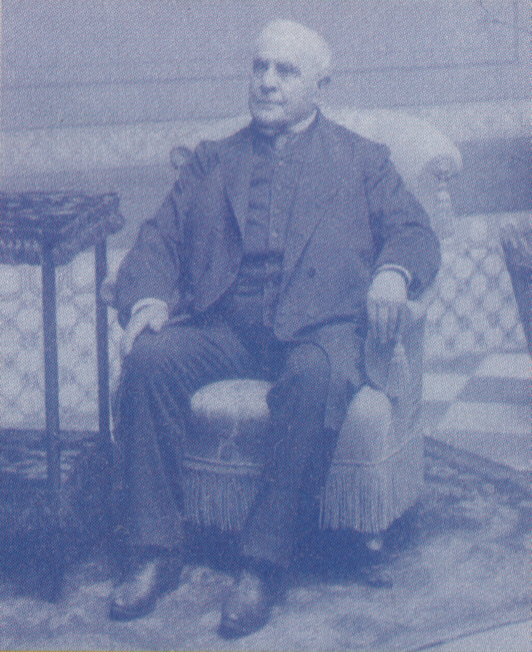
Tomás Gomensoro, presidente interino de Uruguay entre 1872 y 1873. Herrera y Obes sirvió brevemente como su Canciller en el año 1872.

El conflicto se alargó por dos años. El 1 de marzo de 1872 terminó el mandato presidencial de Lorenzo Batlle, quien fue sustituido interinamente por el presidente del Senado, Tomás Gomensoro. Éste reanudó las conversaciones con los sublevados y el 6 de abril de 1872 se firmó en Montevideo la llamada Paz de abril, en la que el gobierno concedió verbalmente a los blancos la Jefatura Política de cuatro departamentos: Cerro Largo (que incluía parte de Treinta y Tres), Florida, Canelones y San José (que incluía el de Flores). Esto dio inicio a la coparticipación política en el Uruguay.
Con el fin de la Revolución de las Lanzas, de forma similar lo planteado por Andrés Lamas tras la Guerra Grande, los principistas se embarcan en dejar de lado el caudillismo y dotar de programas políticos a las divisas tradicionales, o crear nuevas entidades políticas programáticas. Los principistas colorados Julio Herrera y Obes y José Pedro Ramírez intentaron marcar un perfil político sin apartarse del Partido Colorado: se proclamaron colorados, pero comenzaron a actuar desde el llamado "Club Libertad" coordinando propuestas acordes a un programa político junto a otros principistas.

### Canciller de la República
Después de finalizado el conflicto armado, Herrera y Obes fue nombrado por Tomás Gomensoro como Canciller de la República, cargo que ocupó por un breve período en 1872.
Como Canciller, Herrera y Obes se opuso vehementemente a que la correspondencia marítima no llevara sello del correo de la República, y sí los extranjeros, como pretendían las compañías navieras inglesas y francesas.
Al año siguiente, es electo como diputado de la 11a Legislatura de la Cámara de Representantes.

### Gobierno de José Eugenio Ellauri
Como diputado, Herrera y Obes se posicionó junto al sector principista, peyorativamente llamado "Cámaras Bizantinas", nombre dado porque sus adversarios consideraban que sus discusiones estaban muy alejadas de los problemas reales.

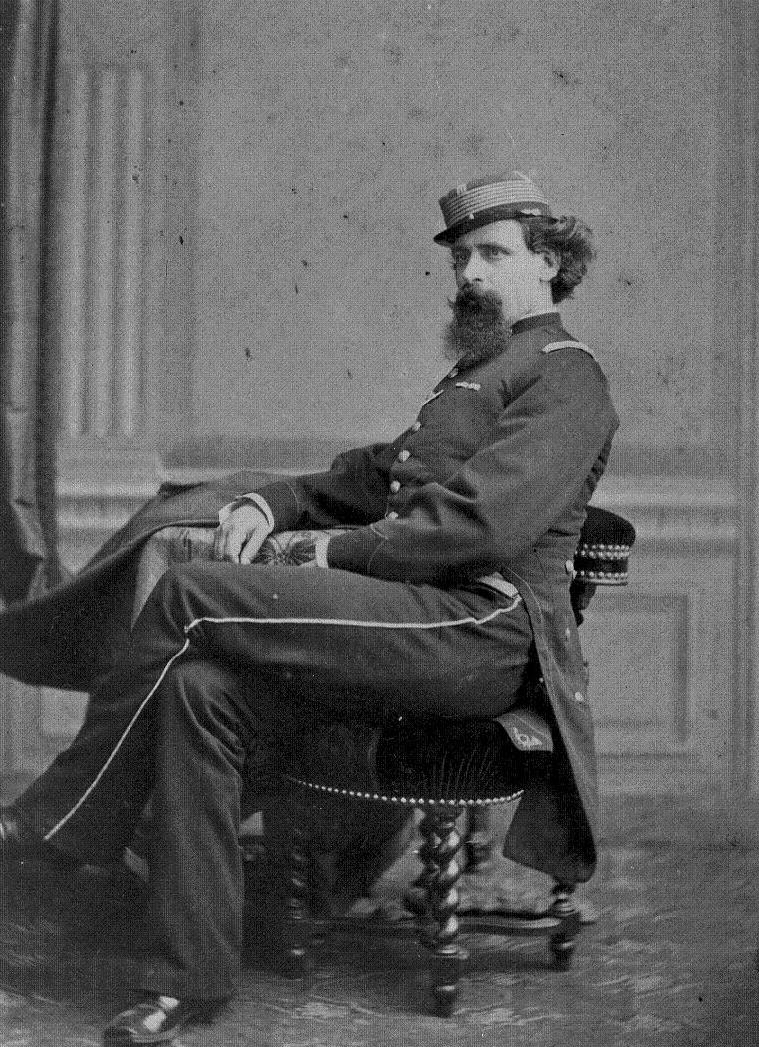
Coronel Lorenzo Latorre, destierra a Herrera y Obes y a otros catorce principistas poco tiempo después del golpe de Estado contra Ellauri.

Para el 1 de marzo de 1873 la Asamblea General debía elegir para el período 1873-1877 a un nuevo primer mandatario. José María Muñóz era el candidato sostenido por principistas blancos y colorados. Pero algunos colorados promovieron la del expresidente Tomás Gomensoro, que terminó por ser la más votada, aunque sin alcanzar la mayoría requerida. Al no llegar a un acuerdo, los colorados netos (caudillistas), que habían apoyado a Gomensoro, se pronunciaron a favor de la figura del principista colorado José Eugenio Ellauri, presidente del Senado en aquel momento, hijo del constituyente de 1830 José Longinos Ellauri.
Ellauri, que llegó al poder con votos de rivales políticos y que no contaba con la confianza de aquellos más próximo ideológicamente a él, los principistas, no aceptaba el cargo. Percibió de inmediato la falta de apoyos, por lo que renunció al cargo, lo que fue rechazado por la Asamblea General. Sin mucho convencimiento, Ellauri juró aceptar la presidencia. Pero cuando el novel presidente intentó integrar sus ministerios con algunos principistas, lo que no fue aceptado por éstos, presentó una nueva dimisión el 3 de marzo. 
Sin embargo, esta vez el ejército tomó cartas en el asunto, su primera intervención por motu propio en la historia del Uruguay. Apostando sus cuerpos de línea en la Plaza Constitución, acción en la que tuvo papel protagónico el coronel Lorenzo Latorre, comandante del 1° de cazadores.
Los sectores principistas, entre ellos Herrera y Obes, apoyaron pero también muchas veces frenaron la tarea presidencial de Ellauri, pero lograron promover importantes proyectos de ley como el de reorganización de la hacienda pública, la reforma de la instrucción pública y la ley de bancos.
Sin embargo, tras el golpe de Estado del 15 de enero de 1875 del coronel Lorenzo Latorre y la instalación en la presidencia de Pedro Varela, hechos que significaron luego el inicio del militarismo. Muchos principistas se opusieron al golpe y al nuevo gobierno vía prensa, por lo que las nuevas autoridades se decidieron por desterrarlos del país.

### La barca "Puig" y el exilio
Julio Herrera y Obes, junto a otros catorce principistas, son desterrados en febrero de ese año en la barca "Puig", con rumbo a a La Habana, Cuba. 

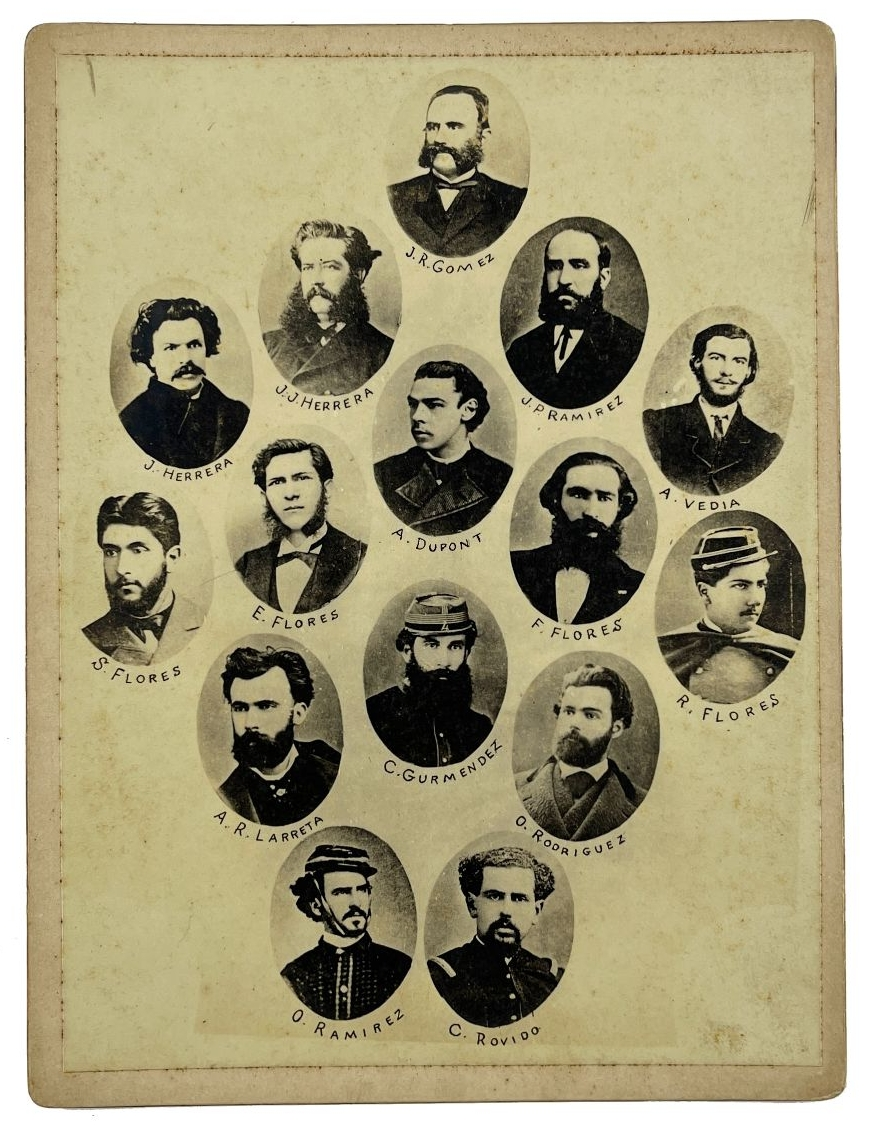
Mosaico fotográfico de los opositores deportados en la barca "Puig". Julio Herrera y Obes junto a Juan Ramón Gómez, Juan José de Herrera, Segundo Flores, Eduardo Flores, Fortunato Flores, Ricardo Flores, Anselmo Dupont, José Pedro Ramírez, Aureliano Rodríguez Larreta, Carlos Gurméndez, Agustín de Vedía, Osvaldo Rodríguez, Octavio Ramírez y Cándido Rovido.

Pero en Cuba (todavía colonia española) no los dejaron desembarcar y debieron seguir hacia Estados Unidos. Después de una furibunda tormenta, el 19 de junio de 1875, atracaron en el puerto de Charleston. Posteriormente, viaja a Buenos Aires, donde organiza la oposición al gobierno de Lorenzo Latorre (1876-1880) organizando y participando en la Revolución Tricolor que termina fracasando.
Permaneció cinco años en la capital argentina, en donde trabajó como abogado y ganó fama de "dandy", que despertó la atención en múltiples salones de la sociedad porteña de la época.

### Regreso a Uruguay y oposición al Militarismo
Finalizado el período de Latorre regresa a Montevideo en 1880. De inmediato reinició su militancia política y su prédica periodística, lo que provocó oposición de sus correligionarios colorados, de los constitucionalistas y de los nacionalistas, siendo muy recordada una polémica que mantuvo con el escritor y político blanco Eduardo Acevedo Díaz, que data de noviembre de 1880.
En esos tiempos la oposición liberal y principista colorada se dividió en dos: los que reivindicaban la tradición colorada organizaron el "Partido Liberal", liderada por el mismo Julio Herrera y Obes; mientras que otro sector encabezado por José Pedro Ramírez se unió a liberales de origen blanco para crear un partido programático que rompiera con las divisas tradicionales: el Partido Constitucional.
Durante la presidencia del militar Máximo Santos (1882-1886), Herrera y Obes lideró la oposición colorada al gobierno, atacando la intención de Santos de construir el "Gran Partido Colorado" (el proyecto santista de unificar la divisa colorada para que funcione como la base del poder político de su gobierno).
En 1881, tras fundar el periódico El Heraldo, promovió una asamblea colorada que aprobó un importante manifiesto con un programa fuertemente liberal y crítico a la reciente dictadura de Latorre.

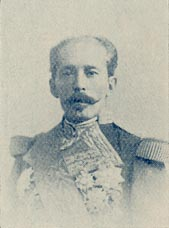
Máximo Tajes, presidente entre 1886 y 1890. Asigna a Julio Herrera y Obes como Ministro de Gobierno.

En 1886, Santos logra mantenerse más tiempo en el poder como presidente interino tras una maniobra que incluyó la creación del departamento de Flores y la renuncia de Francisco Vidal Silva, pero ese mismo año, luego de un atentado que casi le cuesta la vida, Santos accedió a negociar con José Pedro Ramírez la integración de un "gabinete de conciliación" con fuerte presencia del Partido Constitucional. En noviembre de ese año la Asamblea General elige como presidente al general Máximo Tajes, iniciando la transición al civilismo.

### Ministro de Gobierno de Máximo Tajes
Máximo Tajes designa a Herrera y Obes como ministro de Gobierno, teniendo un rol clave en la transición del militarismo al civilismo desarticulando las fuerzas del Ejército leales a Santos y restableciendo la libertad de prensa y política, creando el clima que permite el resurgir de los partidos al panorama político. Además, tanto Lorenzo Latorre como Máximo Santos, este último senador electo, fueron proscritos y desterrados por acusaciones de representar un riesgo de conmoción interna y agitación pública.
De esta manera, en 1890 logra unificar el Partido Colorado integrando en sus filas a aquellos que habían participado en el régimen santista y, tras lograr un acuerdo con parte del Partido Nacional, es elegido por la Asamblea General como presidente del Uruguay. Presidente civil, da fin al militarismo y se da inicio una nueva etapa denominada Civilismo. 
Herrera y Obes aprovechó su cargo de ministro de Gobierno durante la presidencia de Tajes para impulsar su propia candidatura presidencial. Además de controlar los registros cívicos, presionó para que la primera gran Convención del Partido Colorado rechazara un acuerdo impulsado por el Partido Constitucional y el Partido Nacional con el fin de formar listas de "conciliación" y depurar el padrón electoral antes de las elecciones legislativas de 1887. El fracaso del acuerdo provocó la abstención de los constitucionalistas liderados por José Pedro Ramírez, pero la fracción "evolucionista" del Partido Nacional aceptó integrarse a las listas oficialistas a pesar del predominio colorado. Durante el resto del gobierno de Tajes, Herrera intervino abiertamente en los comicios de los colegios electorales departamentales encargados de votar los miembros del Senado, y se aseguró el control de la Asamblea General que debía seleccionar el próximo presidente, resultando finalmente que sea electo.
Es recordado un episodio de abril de 1887, cuando luego de un acto convocado por Herrera y Obes y José Batlle y Ordóñez, en la Plaza Independencia, apareció en lo alto de una torre que ensayaba un incipiente alumbrado eléctrico una bandera colorada, lo que fue criticado como una muestra de partidarismo por varios sectores políticos, aunque no hubiera pruebas de fuera autoría del entonces ministro.

## Presidencia de la República

### Asunción
El 1 de marzo de 1890 asume como presidente, con 49 años de edad, dando fin al período conocido como Militarismo. Así, comienza una etapa conocida como "Civilismo" en la que se dio el retorno completo de los civiles al ejercicio del poder. Al asumir, no pronunció discurso.

### Características

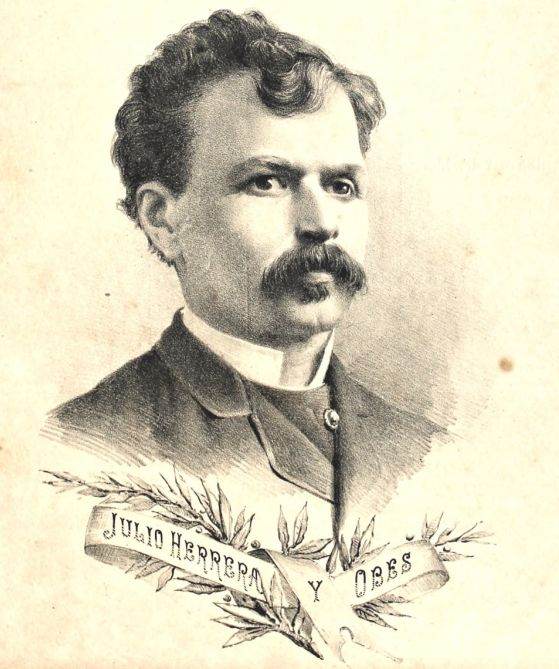
Grabado de persona ilustre

Herrera y Obes, primer jefe civil del Partido Colorado, llevó a la unificación del partido (él provenía de sectores principistas) integrando en sus filas a aquellos que habían participado en el régimen de Máximo Santos y logró realizar un acuerdo electoral con parte del Partido Nacional que le permitió ser elegido presidente por la Asamblea General.
El civilismo, marcado fuertemente por la presidencia de Herrera y Obes y su sucesor, Juan Idiarte Borda, estuvo caracterizado en el aspecto político por el predominio de un sector aristocrático del Partido Colorado (el "Colectivo") y, debido a la modernización ocurrida en el militarismo, a la instalación de un Poder Ejecutivo fuerte.
El Civilismo, generado en la transición desde el militarismo por el presidente Máximo Tajes (presidencia en la que Herrera y Obes fue ministro de Gobierno), estuvo marcado por la presidencia de Herrera y Obes que desarrolló el "Colectivismo" (por el "Colectivo"). Así se llamó a la tendencia por la cual los integrantes de este sector de "la Colectividad", se aseguraron el control sucesivo de la presidencia. Esto no solo dejaba afuera a los blancos, sino que también desplazó a otros sectores del Partido Colorado, como el liderado por José Batlle y Ordóñez. Además, los colectivistas estaban convencidos de que la política solo podía ser llevada adelante por algunos sectores de la población. Desconfiaban de la capacidad de los sectores populares para llevar adelante las acciones adecuadas.
En el plan político la presidencia de Herrera y Obes desarrolló una influencia fuerte del Poder Ejecutivo que lo llevó a dirigir el colectivismo y este exclusivismo colorado, para esto se sostuvo la “influencia directriz”, para designar a su sucesor dentro de su sector específico. Herrera seleccionó a Idiarte Borda, que fue un presidente continuistas de sus políticas provocando el alzamiento de Aparicio Saravia en 1897. El levantamiento de Saravia inició una guerra civil que concluyó con un acuerdo de paz que garantizaba la coparticipación de los blancos en el gobierno, acabando así con el exclusivismo colorado en años posteriores.

### Plano educativo
En el año 1891 desde el Poder Ejecutivo mandó un mensaje al Parlamento afirmando que el gobierno "ha declarado oficial la doctrina y los textos espiritualistas". Esto en referencia a la intervención realizada por el gobierno a la Universidad de la República para imponer en la cátedra de Filosofía las visiones espiritualistas, en un contexto de auge del materialismo filosófico.

### Administración económica
En su gobierno se afirmó el modelo agroexportador que el país había adquirido con las transformaciones durante el período militarista.
A poco de asumir al cargo, tuvo que enfrentar el final abrupto del ciclo de expansión económica que había caracterizado el período de Tajes, y el comienzo de una crisis que multiplicó las demandas de los "grupos de presión" y estimuló las críticas de la oposición. También debió lidiar con la negociación de la deuda acuciante y al mismo tiempo esquivar las acusaciones de haber sido responsable de la especulación y la inestabilidad general.
Además, enfrentó una crisis financiera desde 1890 debida a factores internos (bancarrota de bancos, sequías, plagas de langostas, balanza comercial desfavorable) y factores externos (proteccionismo de Brasil, crisis económica en Argentina, baja del precio de productos nacionales). Efectos de esta crisis llevaron al gobierno de Herrera y Obes a alejarse del liberalismo en materia económica y preconizar una política de fortalecimiento e intervencionismo estatal, aunque no sin discusiones internas. Se creó el Banco Hipotecario del Uruguay a partir de la sección hipotecaria del quebrado Banco Nacional (que había sido establecido tres años atrás) debido a la crisis. 
También se aferró con decisión al patrón oro, argumentando que era "la mejor garantía de nuestra prosperidad futura, más lenta que la de otros países; pero sin duda también más sólida y duradera"; y consolidó una exitosa negociación de la deuda externa logrando una importante reducción de los intereses que debía pagar el país. Para esto último envió a Europa al expresidente José Ellauri como representante.
Al respecto de la influencia de Gran Bretaña en el país en aquel momento, es recordada su frase sobre que ser presidente del Uruguay «era ser gerente de una estancia cuyo directorio está en Londres».

### La posición de su gobierno sobre la coparticipación

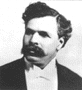
Fotografía de Herrera y Obes

El gobierno de Herrera y Obes se destacó por mantener una política de limitar la coparticipación de poder y mantener un control férreo sobre los procesos electorales. De esta manera, su gobierno incumplió los términos de la Paz de Abril de 1872 (la coparticipación con los blancos) al entregar al Partido Nacional solo tres de las cuatro jefaturas políticas prometidas, y en junio de 1890 aprobó un decreto que le dio control sobre las juntas electorales encargadas de confeccionar los registros cívicos para las elecciones generales de noviembre de ese mismo año y que definirían la integración de la legislatura del período 1891-1894. Ante estos hechos, el Directorio del Partido Nacional decretó la abstención, lo que causó la escisión de una fracción del PN que aceptó negociar con el gobierno. Entre los abstencionistas se iniciaron los preparativos de una insurrección armada que sería reprimida y derrotada en 1891. El Partido Constitucional también optó por abstenerse.
Además, Herrera y Obes dio señales contradictorias ante los reclamos de reformas a las leyes electorales reclamadas por la oposición. Durante 1891 y 1892 estimuló o al menos toleró el avance de proyectos de reformas electorales que parecieron contar con amplio respaldo partidario, pero que fueron finalmente bloqueados por el Poder Ejecutivo. Así se frustró la propuesta de Justino Jiménez de Aréchaga y Gonzalo Ramírez que, entre otras medidas, introducía la representación proporcional y que, luego de ser debatida, fue rechazada por Herrera.
Decidido a utilizar toda su influencia en la elección de la nueva legislatura (la "influencia directriz"), para las elecciones previstas para 1892 y 1893, el gobierno logró que las cámaras aprobaran una nueva modificación de la ley sobre formación de los registros cívicos. La norma le otorgaba al Poder Ejecutivo el control discrecional del proceso electoral. Las juntas electorales de cada departamento estarían integradas por nueve miembros, seis de ellos designados o sorteados entre personal de confianza del Poder Ejecutivo. Con algunas disidencias, la oposición (PN y constitucionalistas) volvieron a abstenerse.
De esta manera, las listas del oficialismo fueron negociadas y confeccionadas desde la presidencia e impulsadas por los jefes políticos con la colaboración de los clubes distribuidos en el territorio nacional. Así el gobierno obtuvo la mayoría en la Asamblea General que debía elegir al nuevo presidente el 1 de marzo de 1895, pero Herrera y Obes no pudo, o no quiso, ser el "gran elector" de su sucesor y no se manifestó a favor de ningún candidato, que después de muchos debates resultó ser Idiarte Borda.

### La oposición de Batlle y Ordóñez
José Batlle y Ordóñez, dirigente colorado hijo del expresidente Lorenzo Batlle y futuro presidente también, fue un opositor del "colectivismo". Desde las páginas de su diario, El Día, Batlle había realizado una intensa campaña a favor de la candidatura presidencial de Herrera, pero las relaciones entre ambos habían comenzado a enfriarse poco después de instalarse el nuevo gobierno. Para Batlle el colectivismo era inaceptable, tanto por lo que incluía como por lo que excluía. Desde su punto de vista, la incorporación de ministros pertenecientes a otros partidos y fracciones era incompatible con un gobierno de partido, considerado como un requisito indispensable para asegurar el carácter programático de la gestión del Estado. Al mismo tiempo, Batlle condenaba el carácter elitista del colectivismo y promovía un nuevo modelo de organización para el Partido Colorado con el que pretendía asegurar la democracia interna y la incorporación de las clases medias y bajas a través de clubes barriales que, "en un movimiento de abajo hacia arriba", elegirían a las autoridades partidarias.

### Influencia directriz

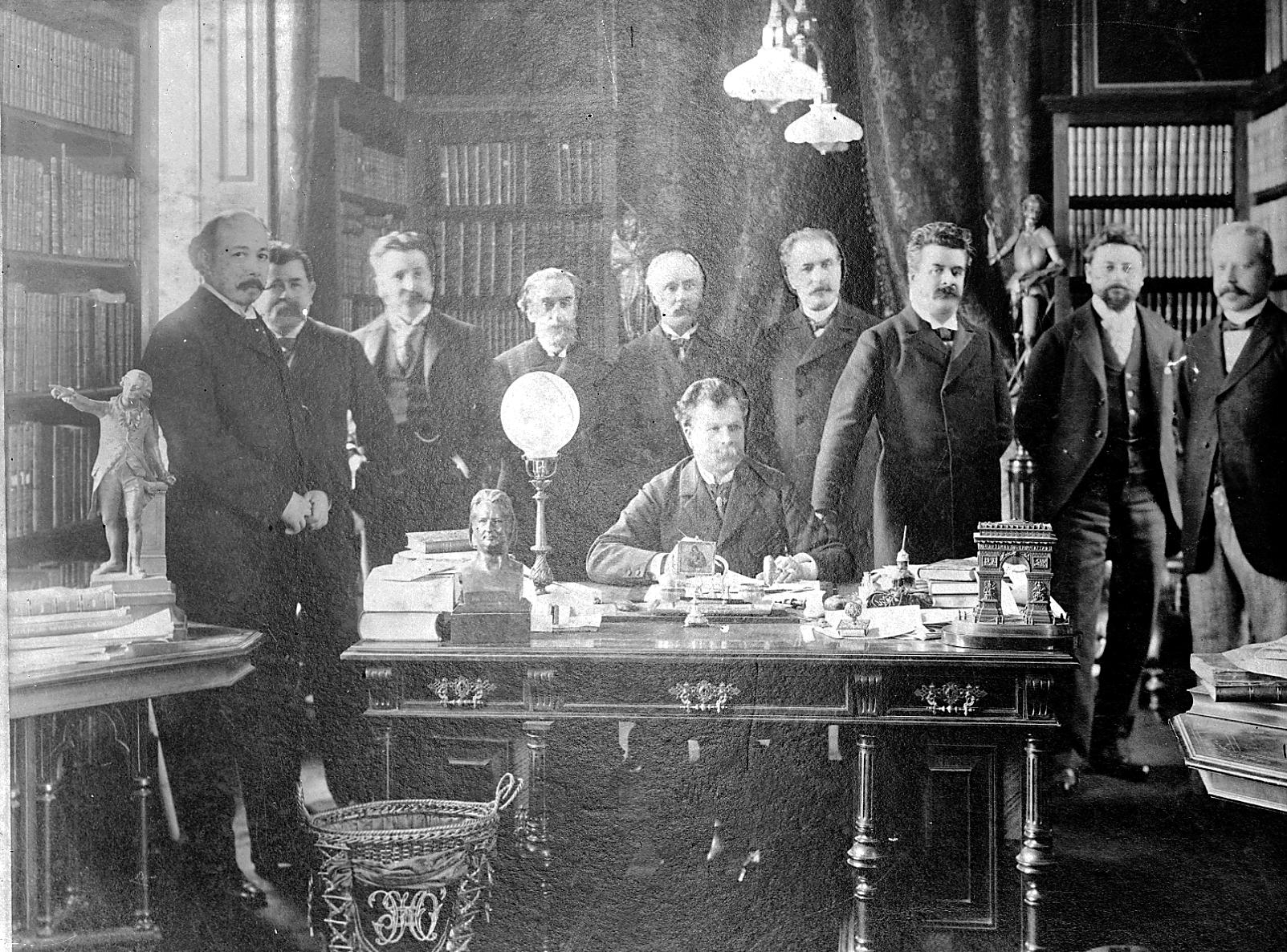
Julio Herrera y Obes junto a sus ministros

El historiador Pivel Devoto menciona cómo se confunde la idea del "círculo" que rodeó a Herrera y Obes en su presidencia con "exclusivismo colorado". Herrera y Obes en su gobierno mantuvo una política de apertura hacia dirigentes de otros partidos, apoyándose en una resolución de la Convención colorada de octubre de 1887 que aceptaba la inclusión de representantes de otros partidos en las listas coloradas, incorporando al gobierno a dirigentes del Partido Nacional y del Partido Constitucional. Integrantes de las listas oficialistas, colorados o no, formaron el "círculo" de Herrera y Obes: como ejemplo, se designaron como ministros a nacionalistas como Carlos Berro (Ministerio de Justicia, Culto e Instrucción Pública) y Manuel Herrero y Espinosa (Ministerio de Relaciones Exteriores).
La "Colectividad" de Herrera y Obes también incluyó a colorados de otros sectores, a veces hasta opositores. Como ejemplo de ello es Carlos María Ramírez, antiguo colorado y fundador del Partido Constitucional, o el colorado liberal y católico Francisco Bauzá, opositor a Herrera y Obes durante el gobierno de Máximo Tajes.
El nombre de "Colectividad" fue asignado por la oposición a los miembros del gobierno de Herrera y Obes, que eran múltiples y connotados miembros de la élite social, económica e intelectual, pertenecientes al Partido Colorado o no, y por lo tanto, llamar "colectivistas" a aquellos identificados con el oficialismo.
La llamada "influencia directriz" fue la posibilidad, o derecho, que reivindicaba Herrera y Obes de que el presidente podía formar listas del oficialismo con los nombres que creía mejores, sin consultar a la Convención. De este modo, Herrera y Obes pudo hacer elegir senador por el departamento de Tacuarembó a Carlos María Ramírez, un viejo amigo y dirigente del Partico Constitucional.
El propio Herrera y Obes justificó la influencia directriz de la siguiente forma ante el Parlamento el 15 de febrero de 1893:

"El gobierno tiene y tendrá siempre, y es necesario y conveniente que la tenga, una poderosa y legítima influencia en la designación de los candidatos del partido gobernante y entonces de lo que puede acusársele es del buen o mal uso que haga de esa influencia directriz, y mucho menos podrá decirse racionalmente que el ejercicio de esa facultad importa el despojo del derecho electoral de los ciudadanos".

### Gabinete de gobierno
| Ministerios y ministros del gobierno de Julio Herrera y Obes | Ministerios y ministros del gobierno de Julio Herrera y Obes | Ministerios y ministros del gobierno de Julio Herrera y Obes |
| Ministerio                                                   | Ministros                                                    | Período                                                      |
| ------------------------------------------------------------ | ------------------------------------------------------------ | ------------------------------------------------------------ |
| Gobierno                                                     | Juan Alberto Capurro                                         | 1890 - 1892                                                  |
| Gobierno                                                     | Francisco Bauzá                                              | 1892 - 1894                                                  |
| Relaciones Exteriores                                        | Blas Vidal                                                   | 1890 - 1891                                                  |
| Relaciones Exteriores                                        | Manuel Herrero y Espinosa                                    | 1891 - 1894                                                  |
| Hacienda                                                     | Carlos María de Pena                                         | 1890 - 1891                                                  |
| Hacienda                                                     | Carlos María Ramírez                                         | 1891 - 1892                                                  |
| Hacienda                                                     | Alcides Montero                                              | 1892 - 1894                                                  |
| Guerra y Marina                                              | José Villar                                                  | 1890                                                         |
| Guerra y Marina                                              | Pedro Callorda                                               | 1890 - 1892                                                  |
| Guerra y Marina                                              | Luis Eduardo Pérez (h)                                       | 1892 - 1894                                                  |
| Fomento                                                      | Carlos Antonio Berro                                         | 1890 - 1892                                                  |
| Fomento                                                      | Juan Alberto Capurro                                         | 1892 - 1894                                                  |

Desde el principio hasta el final de su mandato su secretario de Presidencia fue el Dr. Angel Brían.

## Después de la Presidencia
Después de su presidencia, es electo Senador por Soriano en 1895, pero su oposición al Pacto de la Cruz, que terminó con la Revolución de 1897 de Aparicio Saravia, y a la administración de Juan Lindolfo Cuestas, le valieron un nuevo destierro, junto a su antiguo secretario el Dr. Angel Brían.
Regresó al país en 1903, con su bienestar económico declinando. Intentó fallidamente ser electo senador en 1908 y, al año siguiente, renunció a una pensión otorgada por la Cámara de Representantes, durante el gobierno de Claudio Williman, que fue discutida por algunos legisladores, a pesar de su mala situación económica.
Aún novio de Elvira Reyes desde las épocas de la Guerra del Paraguay, la iba a visitar tanto en carruaje como en tranvía. La boda nunca se llevó a cabo, tanto él como ella murieron célibes.
En un pequeño apartamento de Montevideo en el cruce de las calles 25 de mayo y Pérez Castellano, olvidado y pobre, Julio Herrera y Obes falleció por una dolencia de oído el 6 de agosto de 1912.

## Homenajes

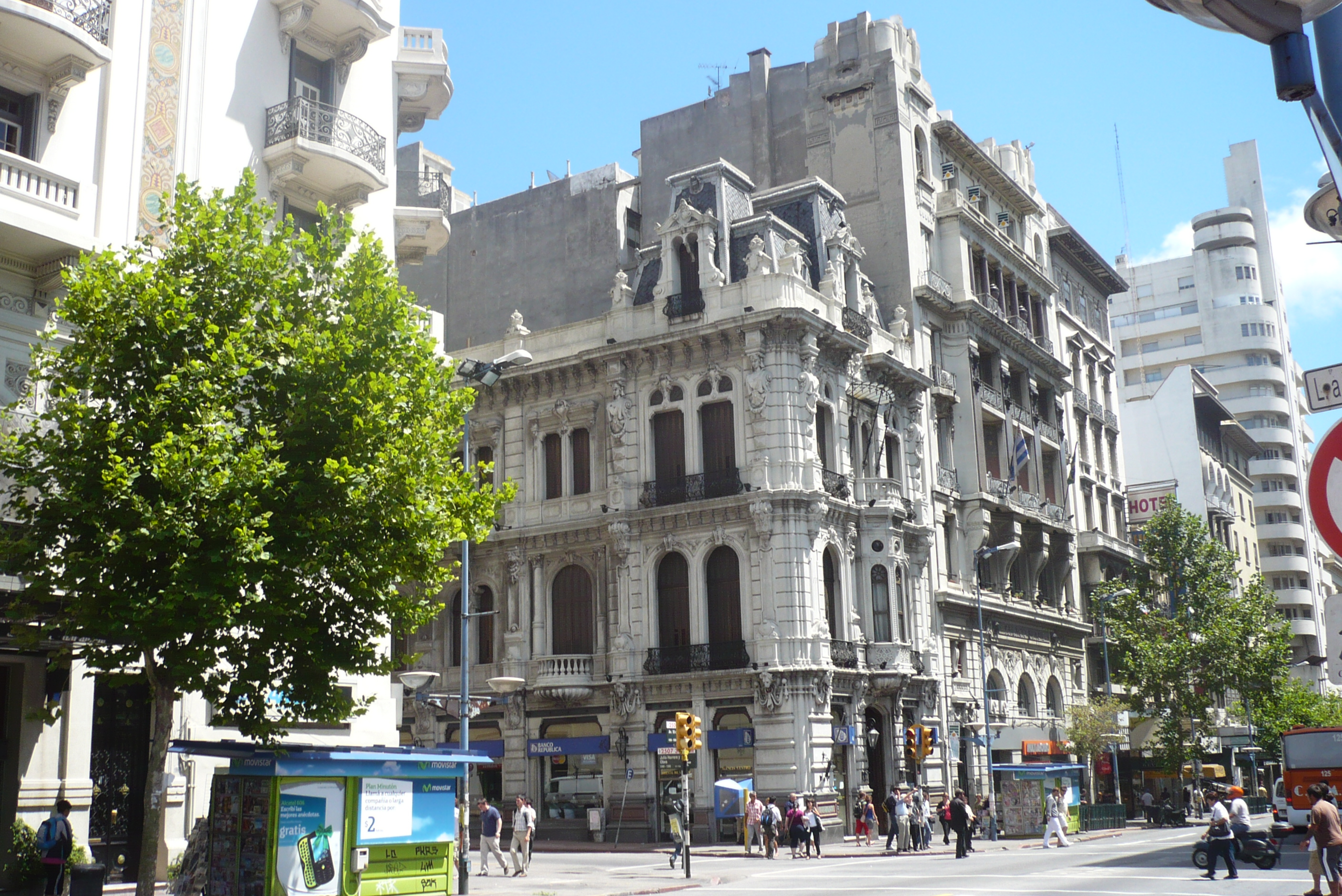
Avenida 18 de Julio y Julio Herrera y Obes. Fotografía del año 2011.

Lleva su nombre una calle céntrica de la ciudad de Montevideo, puesto que él vivió en la calle Canelones entre lo que hoy es Julio Herrera y Obes y Río Branco.
Fue definido por el historiador Telmo Manacorda de la siguiente manera:

"Restauró el civilismo. Orilló la crisis. Unificó la deuda. Impulsó el progreso. Defendió el orden. Pagó los cuarenta y ocho presupuestos del Estado. Aspiró a la democracia dirigida. Pudiendo permanecer en el poder, cumplió con la ley. Perdió su fortuna en el gobierno. Con el bastón de la pobreza se fue a su casa".

El escritor José Enrique Rodó se refirió a su figura de la siguiente manera en un discurso pronunciado el tercer aniversario de la muerte de Julio Herrera y Obes, en 6 de agosto de 1915:

… La influencia moral e intelectual de Julio Herrera y Obes es una fuerza sin la cual no se explicarían 30 años de la historia de la República (…) Como ninguno o muy pocos de sus contemporáneos prevaleció por la triple eficacia del talento, de la atracción personal y de la energía varonil. Poseía en su pluma, penetrante y ática, un instrumento de propaganda y una arma de combate que no han sido superadas en las ideas de nuestro periodismo. Poseía en las seducciones de su cultura exquisita, un medio de dominación que lo mismo se ejercía sobre las inteligencias cultivadas sobre el ánimo de los hombres del pueblo. Y reunía a estos atributos selectos la voluntad entera y el valor viril que le llevaron a afrontar, impávido, persecuciones y castigos.

| Predecesor: Máximo Tajes | Presidente de Uruguay 1890-1894 | Sucesor: Duncan Stewart (presidente interino) |